# Porricondyla agricolae
Porricondyla agricolae är en tvåvingeart som först beskrevs av Marshall 1896.  Porricondyla agricolae ingår i släktet Porricondyla och familjen gallmyggor. Inga underarter finns listade i Catalogue of Life.